# Henryk Halkowski

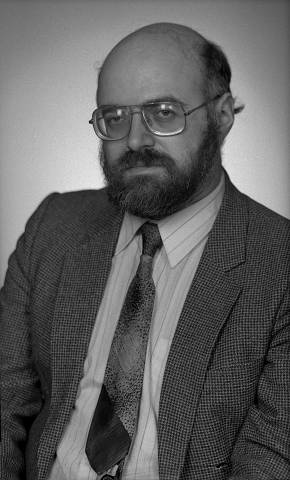
Henryk Halkowski

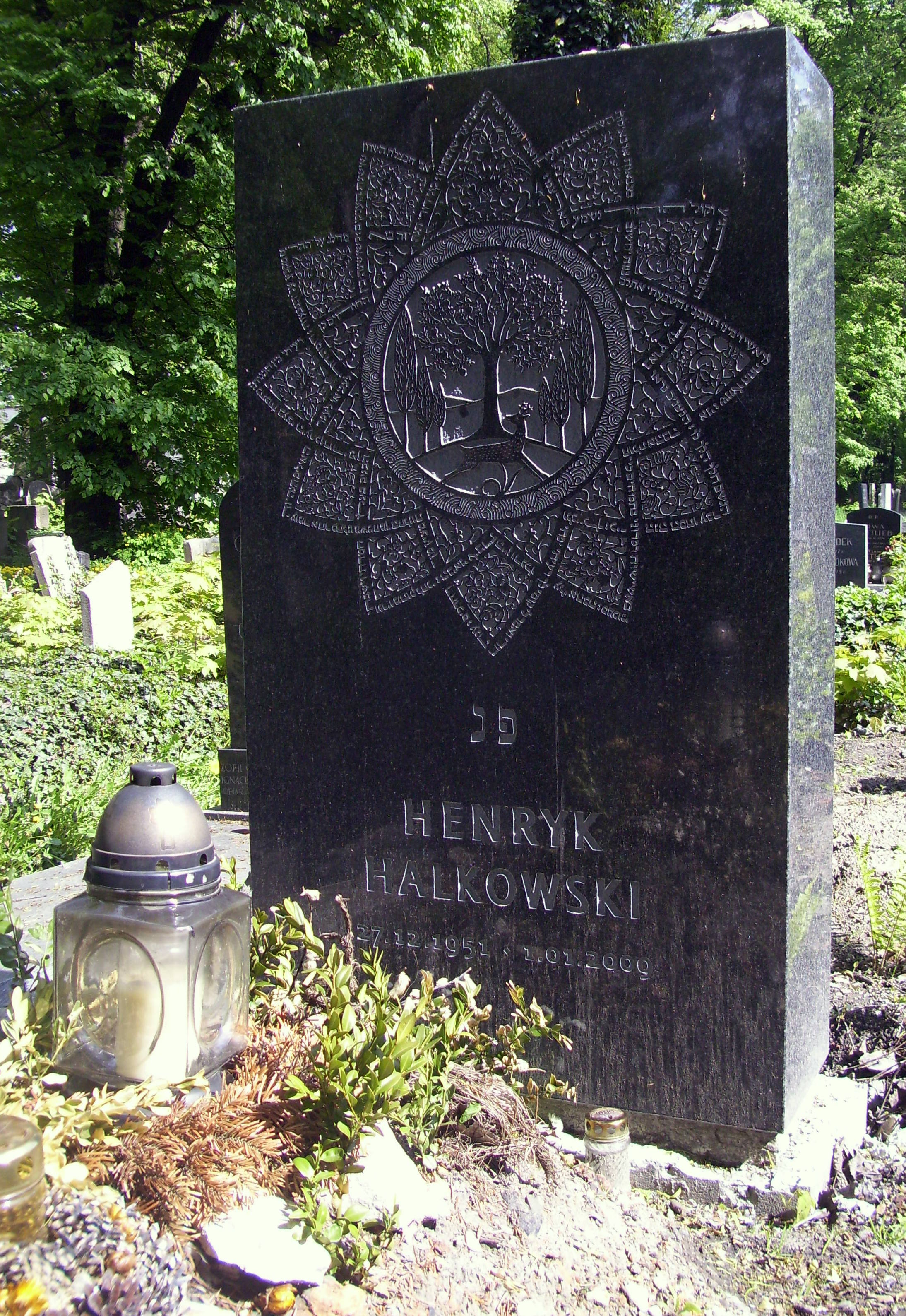
Grób Henryka Halkowskiego na nowym cmentarzu żydowskim w Krakowie

Henryk Halkowski (hebr. Cwi Hersz; ur. 27 grudnia 1951 w Krakowie, zm. 1 stycznia 2009 w Krakowie) – historyk, dziennikarz, publicysta i tłumacz, znawca chasydyzmu i historii krakowskiego Kazimierza.

## Życiorys
Urodził się w Krakowie w rodzinie żydowskiej. Jego matka Salomea była córką Hersza Barucha Engelberga, właściciela księgarni w Tarnobrzegu. Wywieziona przez Rosjan na Syberię wraz z rodzicami, siostrą i siostrzeńcem, po wojnie zamieszkała w Krakowie. Pracowała jako księgowa. Ojciec Stanisław Halkowski (Salomon Hauchman), łodzianin, syn producenta tekstyliów Icchaka Hersza, więziony przez Niemców w dwunastu obozach koncentracyjnych na terenie Niemiec i okupowanej przez Niemców Polski, jako jedyny z rodziny przeżył Holokaust. Po wojnie pracował w Domu Książki.
Imię Henryk otrzymał na cześć swoich dwóch dziadków: Icchaka Hersza Hauchmana i Hersza Berucha Engelberga. Henryk rozpoczął naukę w świeckiej Szkole Ćwiczeń nr 12 przy Liceum Pedagogicznym. Już jako dziecko, dzięki staraniom dziadka poznawał żydowską tradycję - chodził z nim na Kazimierz, uczestniczył w zajęciach szkoły Talmud Tora. Naukę kontynuował w II Liceum Ogólnokształcącym im. Króla Jana III Sobieskiego. Studiował architekturę na Politechnice Krakowskiej (dyplom w 1978 roku) i filozofię na Uniwersytecie Jagiellońskim (dyplom w 1986 roku). 
W 1974 roku odbył podróż do Włoch, Hiszpanii, Niemiec i Anglii, podczas której pisał dziennik. W r. 1981 przez osiem miesięcy przebywał w Izraelu - poznawał kraj, uczył się języka, pracował w kibucu. Ten pobyt umocnił jego poczucie przynależności do tradycji i religii żydowskiej, a równocześnie uświadomił mu, że język polski, nie hebrajski, jest jego „językiem matczynym” a Polska jest krajem, poza którym nie mógłby żyć.
W latach 1986–1996 pracował jako sekretarz krakowskiego oddziału Towarzystwa Społeczno-Kulturalnego Żydów w Polsce. Działając w klubie TSKŻ skupiał wokół siebie inteligentnych, młodych ludzi, dyskutujących o przyszłości odradzającego się w kraju żydowskiego życia. Owocem tych spotkań było zainicjowanie w r. 1988 krakowskiego Festiwalu Kultury Żydowskiej, z którym przez kilka lat współpracował.
Druga połowa lat osiemdziesiątych i następna dekada to czas jego ożywionej aktywności: wygłaszał odczyty, udzielał konsultacji, wypowiadał się na tematy dotyczące nie tylko historii i filozofii żydowskiej - poruszał problemy związane ze współczesnymi wydarzeniami, komentował zmiany zachodzące na Kazimierzu. Występował z wykładami zarówno w Centrum Kultury Żydowskiej, jak i w Klubie Inteligencji Katolickiej, zarówno w Krakowie, jak i w innych miastach. Uczestniczył w życiu religijnym Gminy Żydowskiej. Bywał w klubie Fundacji Ronalda E. Laudera, dla której tłumaczył teksty i współredagował gazetę. Obecny na Kazimierzu codziennie, odwiedzał galerie i kawiarnie artystyczne, także Staromiejskie Centrum Kultury Młodzieży, dla którego współtworzył program edukacyjny. Spotykał się z konserwatorami zabytków, dzielił się z nimi swoją wiedzą. Udzielał wywiadów, występował w filmach dokumentalnych.
Wybitny znawca myśli Abrahama Joshuy Heschela, był pierwszym tłumaczem jego książek na polski: Szabatu i Pańska jest ziemia. Wiele wykładów poświęcił temu filozofowi. Korespondował z jego córką Susanną Heschel, którą znał osobiście.
W latach dziewięćdziesiątych rozpoczął pracę nad adaptacją Opowieści rabina Nachmana z Bracławia (dla „polskich dzieci pod choinkę”, jak mówił o tej książce). Do końca życia, do ostatnich dni studiował dzieło rabina Nachmana, przygotowując pełne wydanie jego Opowieści, z komentarzami rabinów, do których dodał własne. 
Był niezrównanym przewodnikiem, nie tylko w dosłownym rozumieniu tego słowa. Przyjeżdżano z całego świata, by z nim porozmawiać. Z tych spotkań nierzadko rodziły się przyjaźnie. Najbardziej cenił tę, która wiązała go z Grigorijem Kanowiczem. „Nie ma Krakowa bez Henryka Halkowskiego i nie ma Henryka Halkowskiego bez Krakowa” - taką dedykację umieścił pisarz na podarowanej mu książce.
Jego artykuły, eseje i przekłady ukazywały się począwszy od drugiej połowy lat osiemdziesiątych m.in. w „Fołks Sztyme”, „Słowie Żydowskim”, „Midraszu”, „Znaku”, „Więzi”, „W Drodze”, „Tygodniku Powszechnym”, „Jewish Renaissance”, „Krasnogrudzie”, „Gazecie Krakowskiej”.
Ważnym dla niego i dla współczesnych tekstem jest napisany w r. 2007 artykuł Idea Instytutu Aszkenazyjskiego w Krakowie, w którym postulował powołanie instytucji niezbędnej dla budowania tożsamości pozytywnej zarówno dla nieżydowskich i żydowskich mieszkańców miasta, jak i dla wszystkich Żydów aszkenazyjskich.
Zmarł na zawał serca. Został pochowany 5 stycznia 2009 r. na nowym cmentarzu żydowskim przy ulicy Miodowej w Krakowie.

## Publikacje
- 1998: Legendy z Żydowskiego Miasta na Kazimierzu pod Krakowem
- 1999: Opowieści rabina Nachmana z Bracławia
- 2000: Potęga obyczaju
- 2003: Żydowskie życie
- 2005: Żydzi w Krakowie. 700 lat historii (wraz z Michałem Rożkiem)
- 2009: Żydowski Kraków. Legendy i ludzie (w języku angielskim: Jewish Cracow. Legends and People, tłum. Jessica Taylor-Kucia, Wydawnictwo Austeria, Kraków 2024)

## Tłumaczenia
Henryk Halkowski był pierwszym w Polsce systematycznym znawcą myśli Abrahama Joshui Heschela. Przetłumaczył z języka angielskiego dwie jego książki:
- 1994: Szabat i jego znaczenie dla współczesnego człowieka
- 1996: Pańska jest ziemia. Wewnętrzny świat Żyda w Europie Wschodniej